# Saint-Véran
Cet article possède un paronyme, voir Saint-Vérain.
Pour les articles ayant des titres homophones, voir Saint Véran et Saint-Vérand.
Pour le vin, voir saint-véran (AOC).
Saint-Véran (en provençal Sant-Veran ou Sent-Veran, prononcé localement San-Vran) est une commune française située dans le département des Hautes-Alpes en région Provence-Alpes-Côte d'Azur. Situé à 2 042 m d'altitude, il est réputé pour être le plus haut habitat permanent des Alpes françaises.

## Géographie

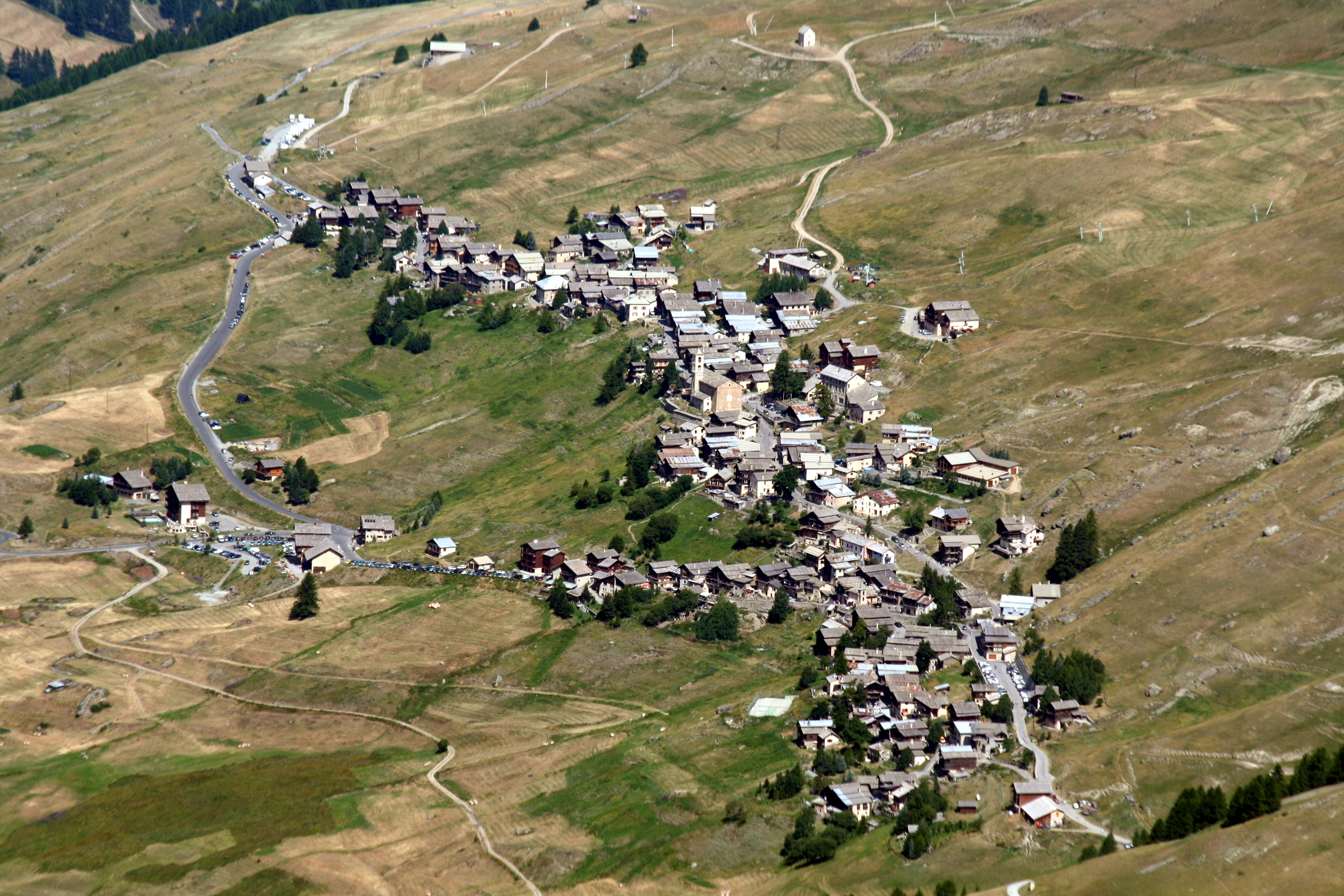
Vue de Saint-Véran depuis la tête de la Cula.

Cette commune des Hautes-Alpes d’environ 200 habitants est entièrement située dans le parc naturel régional du Queyras.
Le centre du village (église) est situé à 2 042 m d'altitude et Saint-Véran est qualifiée comme étant « la plus haute commune d'Europe ».
Cependant Tignes, commune située en Savoie, a un clocher à 1 790 m, mais la mairie, ainsi que sa seconde église, se trouvent à 2 100 m dans la station de ski construite à partir des années 1950. Saint-Véran est également précédé par les hameaux Juf en Suisse (2 133 m) et Trepalle en Italie (2 069 m), mais ce sont des localités dépendant de communes dont le bourg principal est plus bas dans la vallée.
La devise ne porte pas seulement sur l'altitude à proprement parler, mais aussi sur la relation entre l'altitude et la culture du seigle, servant à faire le pain. Dans l'esprit des anciens habitants, Saint-Véran est le plus haut village où se mange le pain fait avec les céréales cultivées dans les champs alentour : « Lou plus aouto coumunoutas inte se mangeu lou pan de Diou » (« La plus haute commune où l'on mange le pain de Dieu » — inscription sur le cadran solaire sur le mur de l'église). Cependant, depuis les inondations de 1957 qui ont détruit les canalisations amenant l'eau au moulin, ce moulin n'existe plus et la farine n'est plus produite à Saint-Véran. La culture du seigle s'est aussi arrêtée après 1957.
L'altitude minimale de la commune est de 1 756 m et son altitude maximale de 3 175 m. Les communes de Saint-Gervais-les-Bains et de Chamonix en Haute-Savoie, qui ont en commun le sommet du mont Blanc sur leur territoire, culminent en conséquence à 4 810 m, mais leur centre est plus bas que celui de Saint-Véran. La station de sports d'hiver de Val Thorens, située à 2 300 m sur la commune de Saint-Martin-de-Belleville, est probablement la localité, habitée à l'année, la plus élevée des Alpes françaises.

### Climat
Pour des articles plus généraux, voir Climat de Provence-Alpes-Côte d'Azur et Climat des Hautes-Alpes.
En 2010, le climat de la commune est de type climat de montagne, selon une étude du Centre national de la recherche scientifique s'appuyant sur une série de données couvrant la période 1971-2000. En 2020, Météo-France publie une typologie des climats de la France métropolitaine dans laquelle la commune est exposée à un climat de montagne ou de marges de montagne et est dans la région climatique Alpes du sud, caractérisée par une pluviométrie annuelle de 850 à 1 000 mm, minimale en été.
Pour la période 1971-2000, la température annuelle moyenne est de 4,5 °C, avec une amplitude thermique annuelle de 16,5 °C. Le cumul annuel moyen de précipitations est de 902 mm, avec 6,7 jours de précipitations en janvier et 7,5 jours en juillet. Pour la période 1991-2020, la température moyenne annuelle observée sur la station météorologique installée sur la commune est de 5,6 °C et le cumul annuel moyen de précipitations est de 734,4 mm. 
La température maximale relevée sur cette station est de 30,7 °C, atteinte le 23 août 1961 ; la température minimale est de −26 °C, atteinte le 10 février 1986,,.
| Mois                                  | jan.           | fév.           | mars             | avril            | mai            | juin          | jui.          | août            | sep.            | oct.            | nov.           | déc.            | année     |
| ------------------------------------- | -------------- | -------------- | ---------------- | ---------------- | -------------- | ------------- | ------------- | --------------- | --------------- | --------------- | -------------- | --------------- | --------- |
| Température minimale moyenne (°C)     | −6,2           | −6,7           | −4,2             | −1,9             | 2,1            | 5,8           | 7,9           | 8               | 4,4             | 1,4             | −2,6           | −5,5            | 0,2       |
| Température moyenne (°C)              | −1,6           | −1,5           | 1,2              | 3,5              | 7,5            | 11,6          | 14,1          | 14,3            | 10,4            | 6,7             | 1,8            | −1,1            | 5,6       |
| Température maximale moyenne (°C)     | 3,1            | 3,8            | 6,7              | 8,9              | 12,9           | 17,4          | 20,2          | 20,5            | 16,4            | 12,1            | 6,3            | 3,3             | 11        |
| Record de froid (°C) date du record   | −22 06.01.1985 | −26 10.02.1986 | −24,8 06.03.1971 | −14,2 03.04.1970 | −10 03.05.1979 | −6,2 01.06.06 | −2,2 12.07.00 | −2,5 30.08.1986 | −6,1 30.09.1974 | −12 19.10.1969  | −17 22.11.1998 | −19,3 29.12.05  | −26 1986  |
| Record de chaleur (°C) date du record | 15,5 28.01.08  | 16 29.02.12    | 17,8 30.03.12    | 20 08.04.11      | 23,8 29.05.01  | 29,1 27.06.19 | 30 31.07.1983 | 30,7 23.08.1961 | 28,2 05.09.06   | 24,5 01.10.1997 | 19,9 10.11.15  | 17,5 30.12.1983 | 30,7 1961 |
| Précipitations (mm)                   | 40,9           | 37,5           | 40,3             | 61,1             | 64,8           | 79,3          | 60,6          | 57,3            | 69,3            | 87              | 83,3           | 53              | 734,4     |

| Diagramme climatique                                  |             |             |             |             |             |             |           |             |           |             |           |
| J                                                     | F           | M           | A           | M           | J           | J           | A         | S           | O         | N           | D         |
| 3,1−6,240,9                                           | 3,8−6,737,5 | 6,7−4,240,3 | 8,9−1,961,1 | 12,92,164,8 | 17,45,879,3 | 20,27,960,6 | 20,5857,3 | 16,44,469,3 | 12,11,487 | 6,3−2,683,3 | 3,3−5,553 |
| Moyennes : • Temp. maxi et mini °C • Précipitation mm |             |             |             |             |             |             |           |             |           |             |           |

Les paramètres climatiques de la commune ont été estimés pour le milieu du siècle (2041-2070) selon différents scénarios d'émission de gaz à effet de serre à partir des nouvelles projections climatiques de référence DRIAS-2020. Ils sont consultables sur un site dédié publié par Météo-France en novembre 2022.

## Urbanisme

### Typologie
Au 1er janvier 2024, Saint-Véran est catégorisée commune rurale à habitat dispersé, selon la nouvelle grille communale de densité à 7 niveaux définie par l'Insee en 2022.
Elle est située hors unité urbaine et hors attraction des villes,.

### Occupation des sols

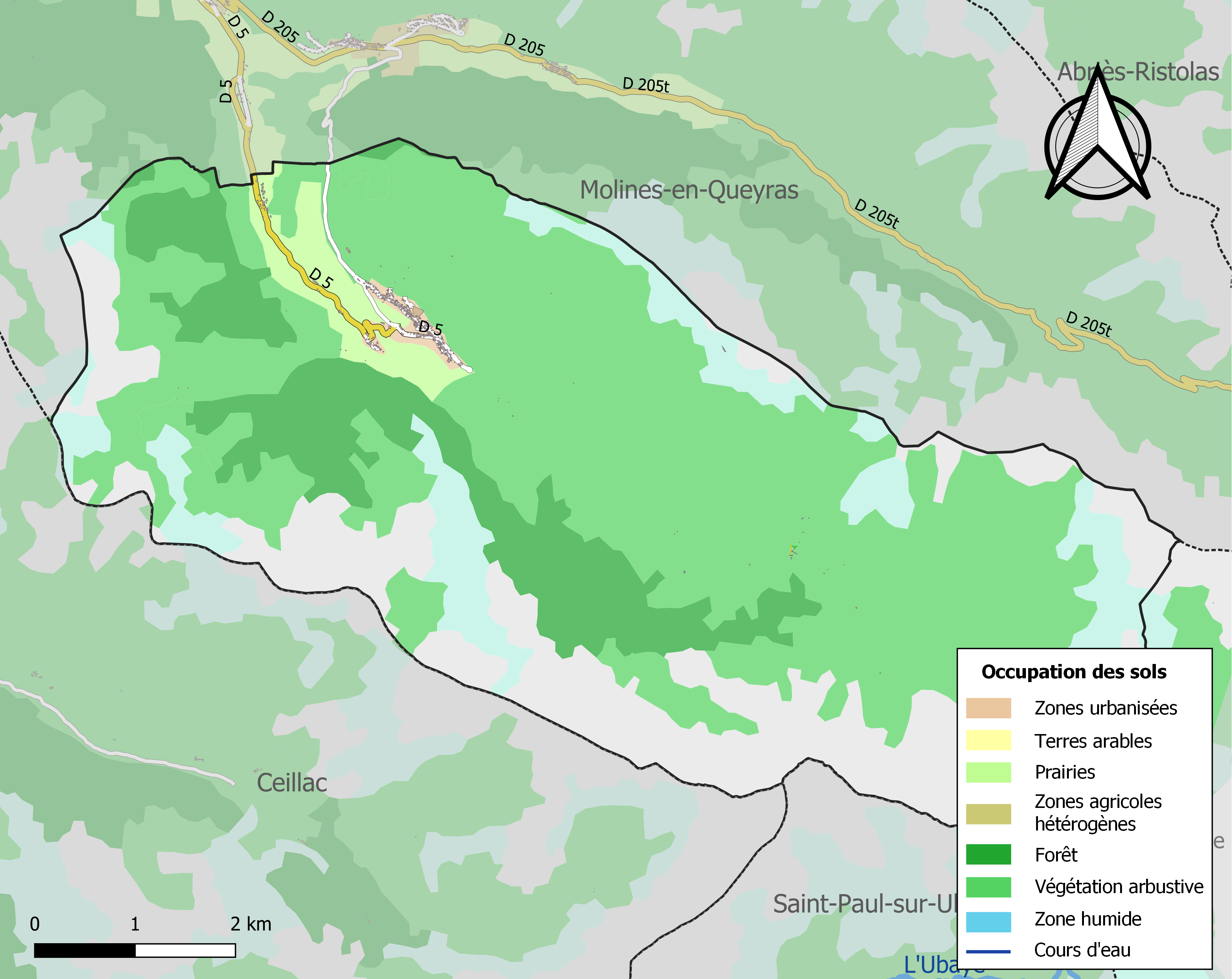
Carte des infrastructures et de l'occupation des sols de la commune en 2018 (CLC).

Le tableau ci-dessous présente l'occupation des sols de la commune en 2018, telle qu'elle ressort de la base de données européenne d’occupation biophysique des sols Corine Land Cover (CLC).
| Type d’occupation                             | Pourcentage | Superficie (en hectares) |
| --------------------------------------------- | ----------- | ------------------------ |
| Tissu urbain discontinu                       | 0,7 %       | 31                       |
| Prairies et autres surfaces toujours en herbe | 3,0 %       | 132                      |
| Forêts de conifères                           | 12,9 %      | 577                      |
| Pelouses et pâturages naturels                | 50,1 %      | 2243                     |
| Forêt et végétation arbustive en mutation     | 1,5 %       | 68                       |
| Roches nues                                   | 20,5 %      | 917                      |
| Végétation clairsemée                         | 11,3 %      | 505                      |
| Source : Corine Land Cover                    |             |                          |

L'occupation des sols met en évidence la prédominance des alpages sur la forêt et les espaces ouverts avec peu ou sans végétation. Ceux-ci occupent la moitié du territoire.

## Toponymie

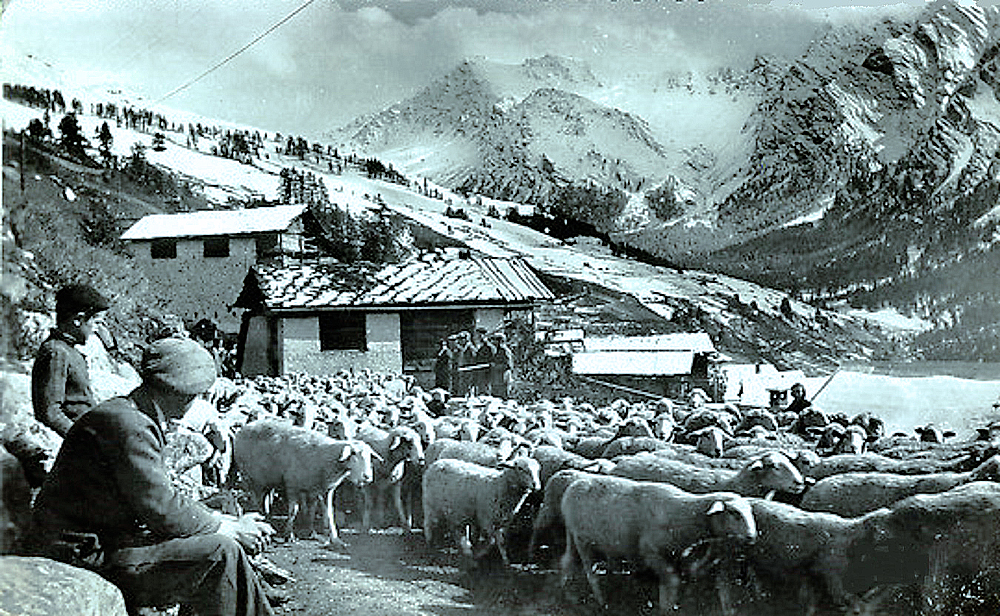
Rentrée des transhumants de la Tête-de-Longet, carte postale du début du XXe siècle.

Sant Veran en occitan, doit son nom à l'un des deux évêques qui furent canonisés : Véran de Cavaillon († 589), ou  Wrain latinisé en Veranus ou Uranus, évêque de Cavaillon, fêté le 19 octobre et Véran de Vence († 449), évêque de Vence.
Les bergers de ce territoire se placèrent, ainsi que leurs troupeaux, sous la protection de saint Véran, le protecteur des bergers et de leurs troupeaux.

## Histoire

### Préhistoire
Des mines de cuivre étaient exploitées dès l'âge du bronze (IIe millénaire av. J.-C.) sur le territoire de la commune, 
à raison de sept tonnes de cuivre par an - pour l'époque c'est une production de masse. La bornite (un cuivre hyposulfuré) y était extraite, mais le site a aussi fourni des quantités notables de cuivre natif et pourrait peut-être – en 2010 les études manquent encore  pour s'avancer sur ce point – faire partie des rares sites protohistoriques français d'exploitation du cuivre natif ; on peut envisager l'hypothèse que cette présence de cuivre natif a été le déclencheur de l'exploitation intensive de bornite. Certaines excavations y sont encore visibles (comme la Tranchée des Anciens), 
ou des entrées de galeries, beaucoup plus récentes.

Une poutraison de la galerie des Anciens a été datée à 3635 ± 80 BP, soit 2300-1750 BC..

### Moyen âge

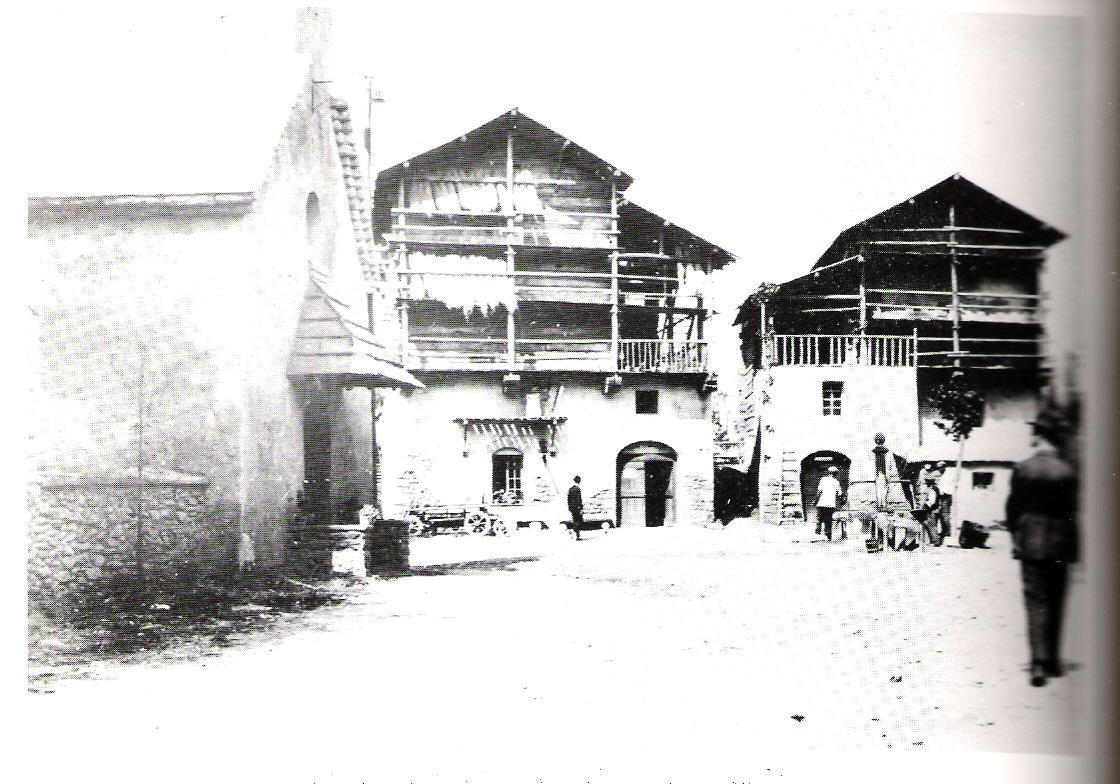
Le village alpin reconstitué à Grenoble en 1925, lors de l'Exposition internationale de la houille blanche.

La légende de saint Véran de Cavaillon raconte que l'évêque de Cavaillon, né dans le Gévaudan au VIe siècle, blessa un dragon qui ravageait la région de Cavaillon, dans le sud du département du Vaucluse, et le chassa en lui ordonnant d'aller mourir dans les Alpes. La Coulobre, saignant lors de sa retraite, a laissé tomber des gouttes de sang ; d'où la présence en France d'autres villages nommés Saint-Vérand, dans le Vaucluse, l'Isère et le Rhône.
Une grande partie de la population fut protestante et avait fui les persécutions, comme l'attestent le temple et les versets bibliques inscrits au-dessus des portes.

### Époque moderne
Autrefois, le village avait une activité artisanale importante : vannerie, outillage, ébénisterie, charpentes et agricole, élevage (chèvres, vaches). Il avait aussi une activité de production d'ardoises dans des galeries creusées dans la falaise.

### XXesiècle
En 1925, le village est choisi pour être reconstitué lors de l'exposition internationale de la houille blanche qui se déroule à Grenoble.

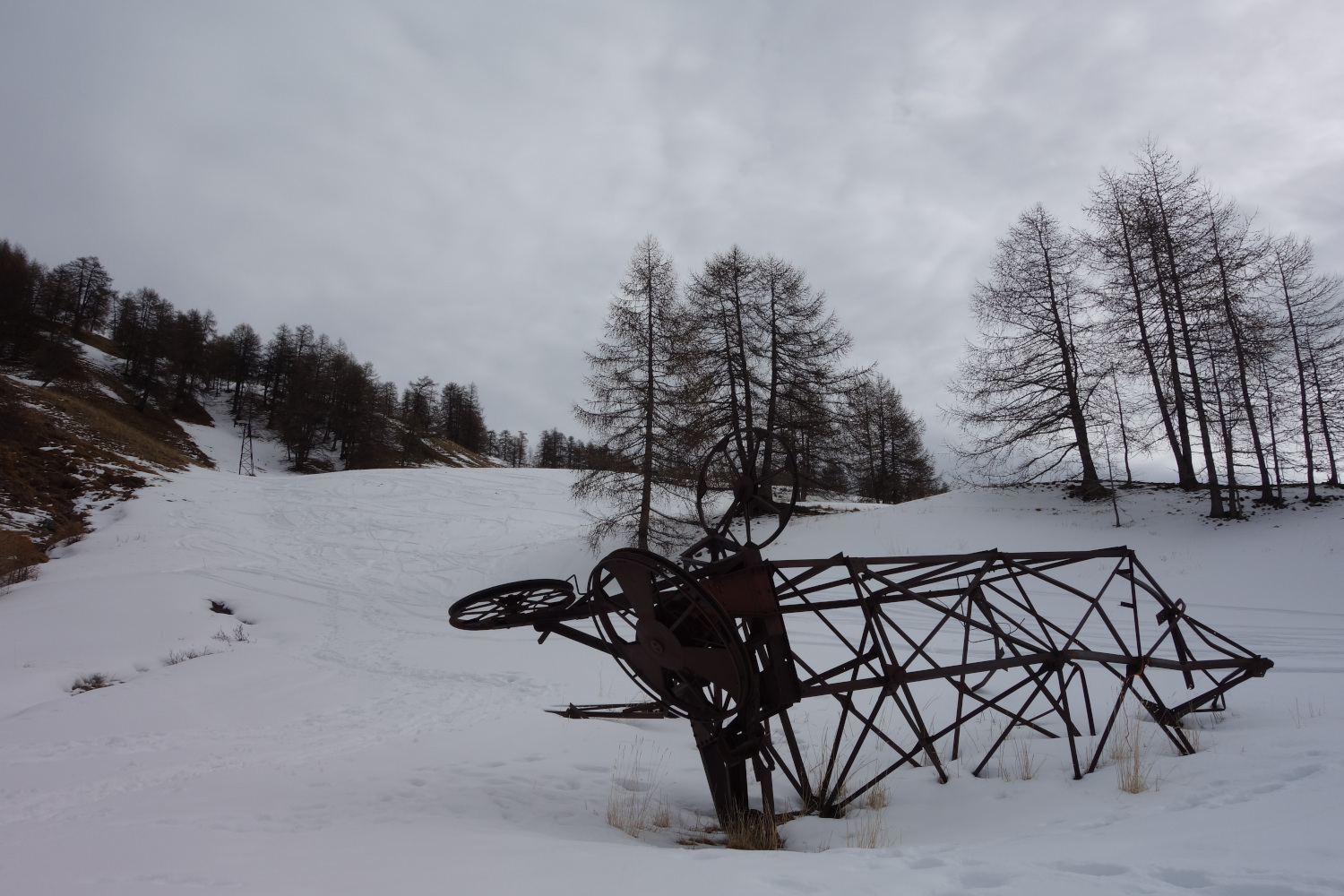
Vestige du téléski du Pré du Géant dont la mise en service date de 1937

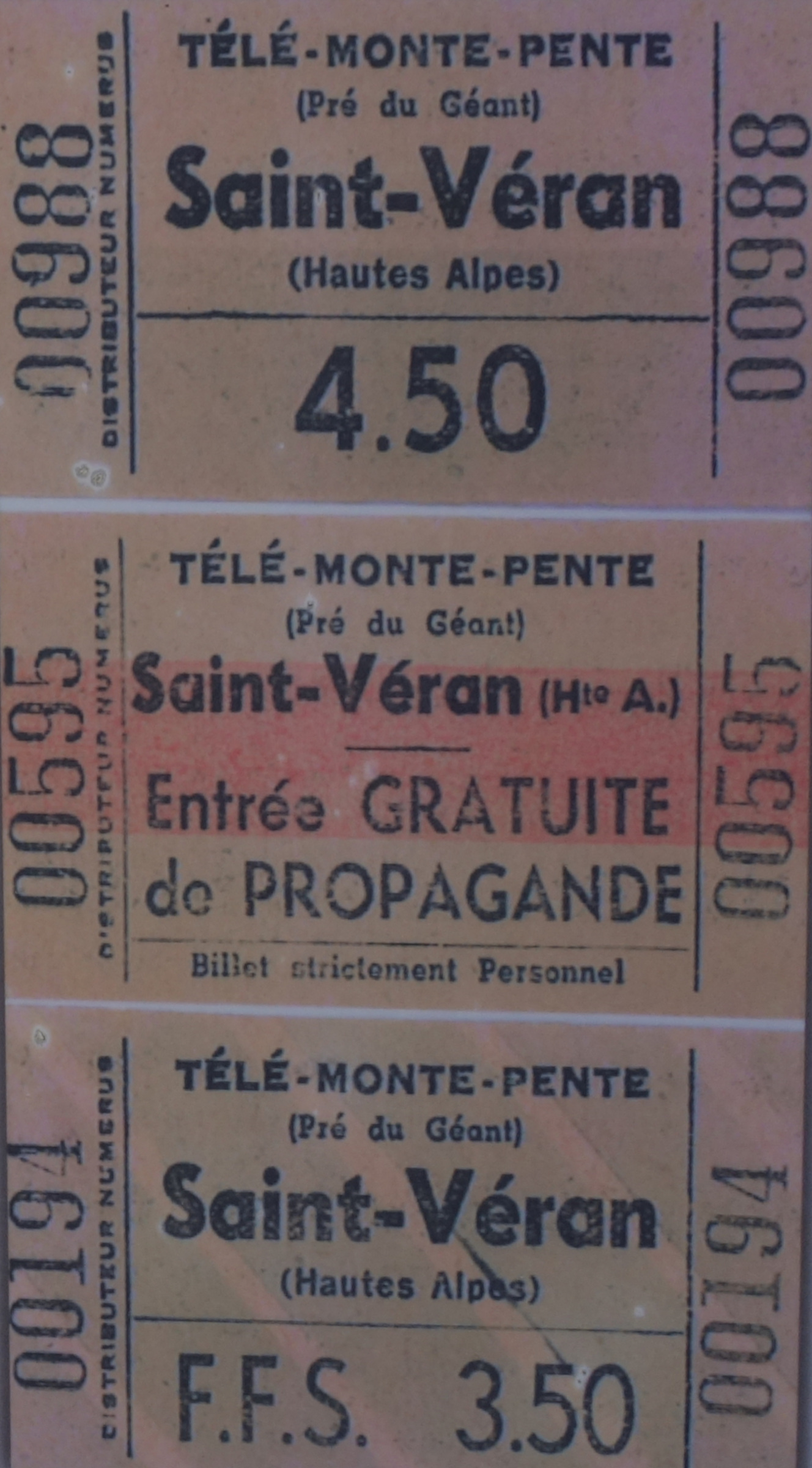
Tickets donnant accès au téléski du Pré du Géant

Noël 1937, le téléski du Pré du Géant est inauguré et permet de pratiquer le sport en vogue, "le ski alpin". Les skieurs sont conduits depuis les hôtels par des traîneaux tirés par des chevaux. La guerre de 39/45 met un terme à cette activité qui n'est relancée qu'en 1952,.
Les producteurs de l'émission de France 3, C'est pas sorcier y ont tourné deux éditions pour Noël 1995 et pour le réveillon 1996.

## Politique et administration

### Liste des maires
| Période                                  | Période                         | Identité          | Étiquette | Qualité  |
| ---------------------------------------- | ------------------------------- | ----------------- | --------- | -------- |
| Les données manquantes sont à compléter. |                                 |                   |           |          |
| 1977                                     | 1983                            | André Lantier     |           |          |
|                                          |                                 | Pierre Marrou     |           | ébéniste |
|                                          | 2001                            | Jean-Pierre Weber |           | hôtelier |
| mars 2001                                | août 2006                       | Jean-Marc Plichon |           |          |
| août 2006                                | mars 2008                       | Jacqueline Turina |           |          |
| mars 2008                                | juin 2020                       | Danielle Guignard | DVD       |          |
| juillet 2020                             | En cours (au 15 septembre 2020) | Mathieu Antoine   |           |          |

### Intercommunalité
Saint-Véran fait partie : 
- de 2000 à 2017 de la communauté de communes du Queyras ;
- depuis le 1er janvier 2017, de la communauté de communes du Guillestrois et du Queyras.

## Population et société

### Démographie
L'évolution du nombre d'habitants est connue à travers les recensements de la population effectués dans la commune depuis 1793. Pour les communes de moins de 10 000 habitants, une enquête de recensement portant sur toute la population est réalisée tous les cinq ans, les populations de référence des années intermédiaires étant quant à elles estimées par interpolation ou extrapolation. Pour la commune, le premier recensement exhaustif entrant dans le cadre du nouveau dispositif a été réalisé en 2005.

En 2022, la commune comptait 165 habitants, en évolution de −30,08 % par rapport à 2016 (Hautes-Alpes : +0,4 %, France hors Mayotte : +2,11 %).
| 1793 | 1800 | 1806 | 1821 | 1831 | 1836 | 1841 | 1846 | 1851 |
| ---- | ---- | ---- | ---- | ---- | ---- | ---- | ---- | ---- |
| 724  | 520  | 562  | 640  | 800  | 831  | 874  | 842  | 839  |

| 1856 | 1861 | 1866 | 1872 | 1876 | 1881 | 1886 | 1891 | 1896 |
| ---- | ---- | ---- | ---- | ---- | ---- | ---- | ---- | ---- |
| 748  | 751  | 740  | 668  | 641  | 639  | 664  | 633  | 598  |

| 1901 | 1906 | 1911 | 1921 | 1926 | 1931 | 1936 | 1946 | 1954 |
| ---- | ---- | ---- | ---- | ---- | ---- | ---- | ---- | ---- |
| 579  | 536  | 539  | 451  | 404  | 422  | 412  | 379  | 255  |

| 1962 | 1968 | 1975 | 1982 | 1990 | 1999 | 2005 | 2006 | 2010 |
| ---- | ---- | ---- | ---- | ---- | ---- | ---- | ---- | ---- |
| 236  | 220  | 232  | 275  | 257  | 267  | 290  | 286  | 257  |

| 2015 | 2020 | 2022 | - | - | - | - | - | - |
| ---- | ---- | ---- | - | - | - | - | - | - |
| 236  | 171  | 165  | - | - | - | - | - | - |

### Enseignement
Les élèves commencent leur scolarité à l'école primaire de Saint-Véran, qui accueille 25 élèves. Elle dépend de l'académie Aix-Marseille. Ils poursuivent leur étude au collège de Guillestre.

### Manifestations culturelles et festivités

#### Fête des traditions

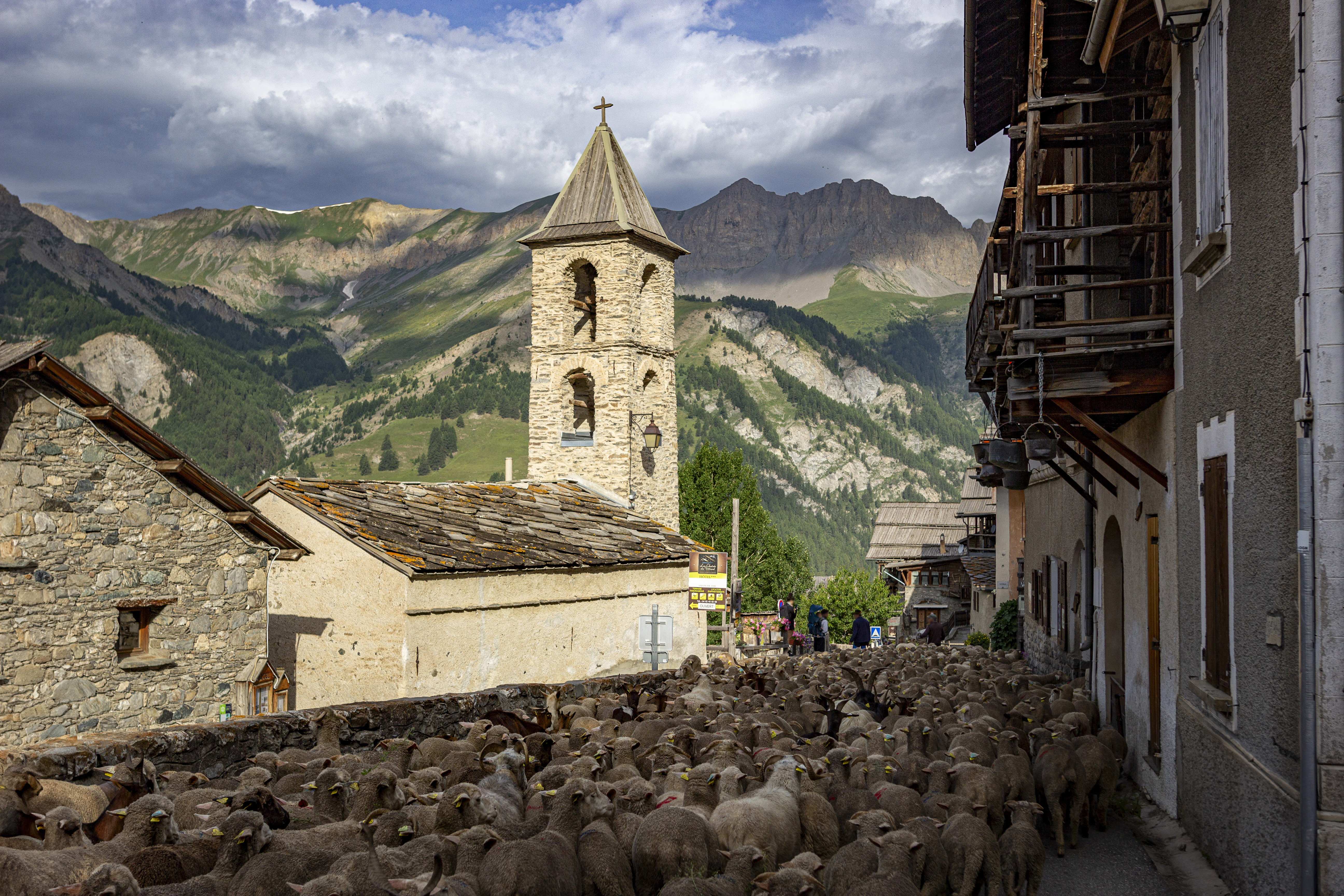
Le temple de Saint-Véran pendant une reproduction de la transhumance lors de la fête des traditions en 2024.

Au mois de juillet, est organisée une fête dans la commune autour de l'histoire et des traditions de la région, avec par exemple, la traversée du village par un troupeau de brebis, la vente de pains cuits dans le four banal de la commune ou la présentation de pratiques artisanales comme la dentelle.

### Sports
Comme de nombreux villages des Alpes, les sports d'hiver sont présents à Saint-Véran, avec la présence d’équipements spécifiques et pistes. Le sport est également praticable l'été, notamment avec des activités d'accrobranches, ou de multiples sports proposés par l'UCPA.

### Cultes
Les membres de l'église catholique disposent de plusieurs lieux de culte, dont l'église paroissiale. Des messes sont également célébrées dans les chapelles de la commune. La paroisse dépend du diocèse de Gap et d'Embrun.
Les membres de l'église protestante unie de France disposent d'un temple à Villar-Saint-Pancrace, le plus proche de Saint-Véran.

## Économie

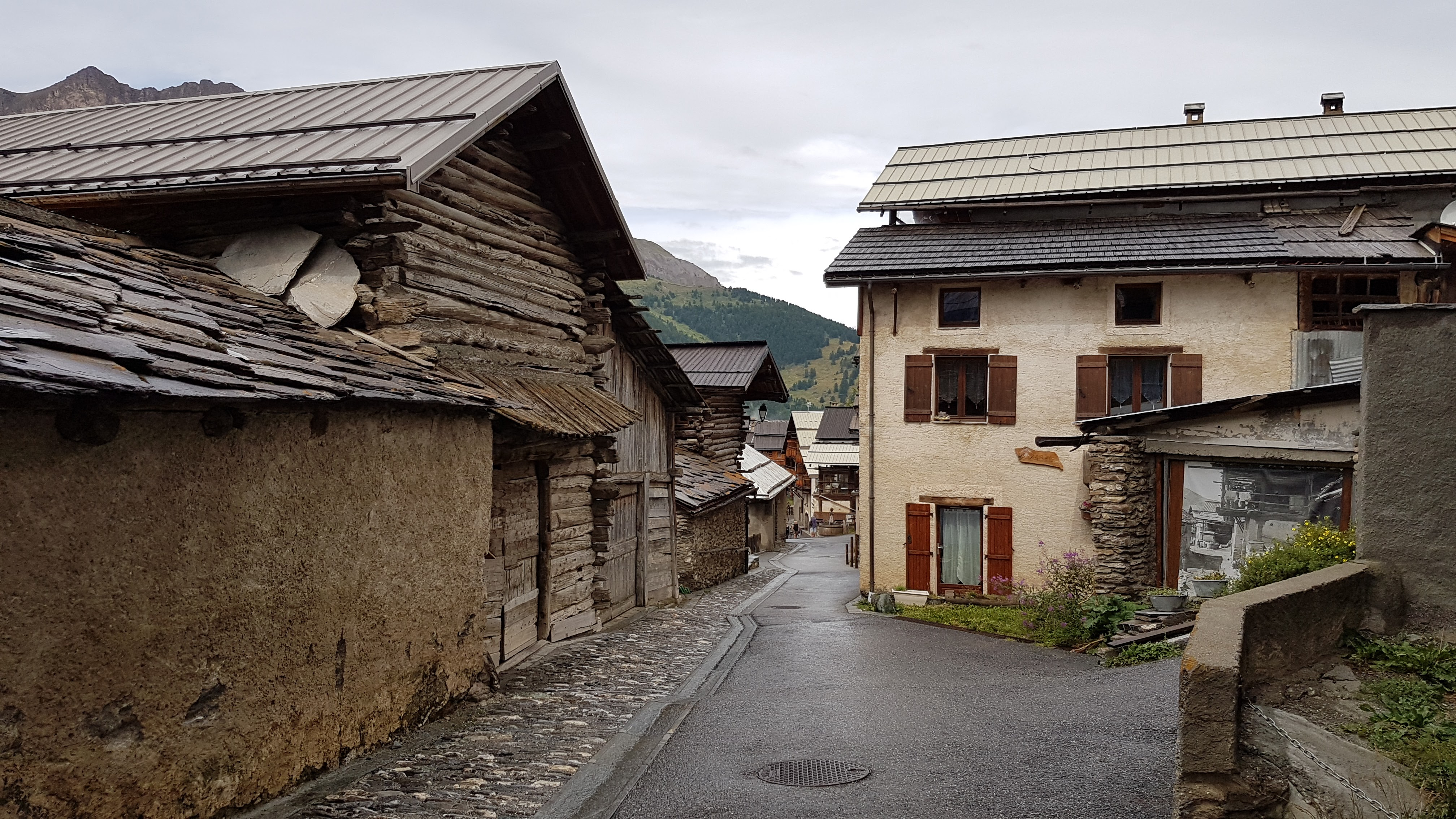
Ruelle du village.

Comme de nombreux villages alpins, Saint-Véran s'est peu à peu métamorphosé au cours du XXe siècle grâce au tourisme. C'est ainsi une station de sports d'hiver familiale qui peut accueillir environ 1 800 personnes. En décembre 2012, l'ouverture d'un complexe hôtelier (Hôtel Alta Peyra) sur les hauteurs du village a suscité quelque polémique, tant le projet était ambitieux (59 chambres, hôtel 4 étoiles avec spa, prestations très haute gamme). Néanmoins, il a dynamisé l'économie touristique et créé une quarantaine d'emplois.
De nombreux commerces restent installés, dans la commune, tant en termes d'épiceries, que d'artisanat, ou services à la personne ou aux touristes,. Cinq restaurateurs sont installés sur la commune.
Au niveau agricole, la commune fait partie de la zone d’appellation de l'agneau de Sisteron.

## Culture locale et patrimoine

### Lieux et monuments
- Chapelle Sainte-Anne du Raux.
- Chapelle Sainte-Marie-Madeleine de Saint-Véran.
- Chapelle Notre-Dame-du-Mont-Carmel de Clausis.
- Chapelle Sainte-Agathe de la Chalp.
- Temple de l'église protestante unie de France de Saint-Véran.
- Chapelle Sainte-Élisabeth de Pré-Rolland.

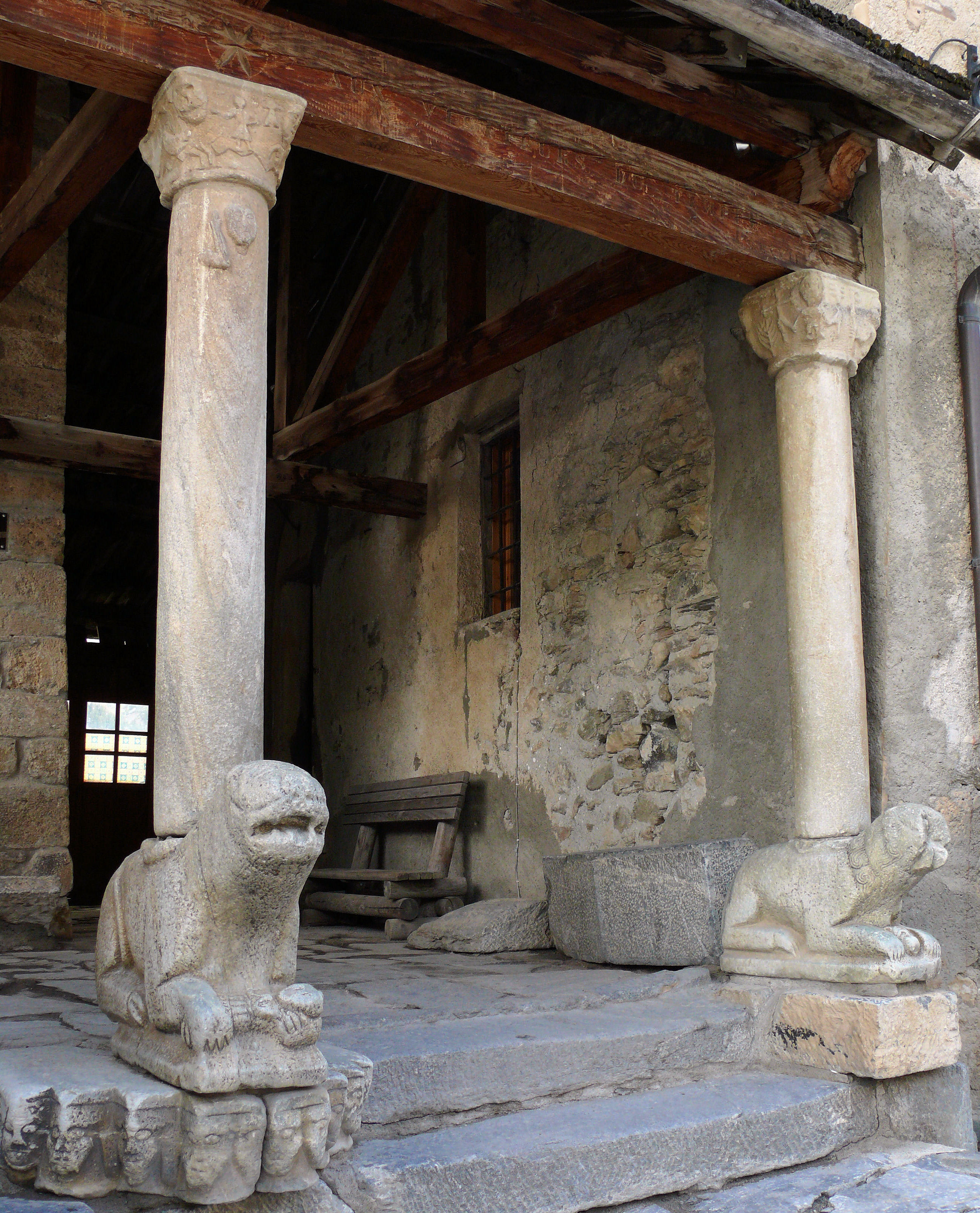
Porche d'entrée de l'église Saint-Véran.

L'église paroissiale Saint-Véran, classée monument historique, est située dans le centre du village ; à l'extérieur, on retrouve des lions sculptés dont l'un tenant entre ses pattes un enfant. À l’intérieur de l'édifice, différentes statues en bois sculptées par les habitants du village représentent certains saints ; une crèche en bois datant des années 1950 a été réalisée par les habitants du village, chaque famille ayant réalisé une pièce. L'église est entourée du cimetière dans lequel reposent les Saint-Vérannais de confession catholique. Les habitants de confession protestante reposent quant à eux dans un cimetière situé dans le hameau du Raux.
On trouve dans le village une vingtaine de cadrans solaires muraux qui datent de la Renaissance. Un cadran solaire réalisé par le peintre Zarbula, en 1840, sur une maison du quartier des Forannes a été inscrit en 1996 sur l'inventaire supplémentaire des Monuments historiques.
Un observatoire astronomique a été créé en 1974, à 3 000 mètres d'altitude et est, depuis 1990, mis à disposition des astronomes amateurs, et au public, pour visite, depuis août 2015. L'association gestionnaire du site, Association Astroqueyras, propose régulièrement un calendrier de manifestations et visites.

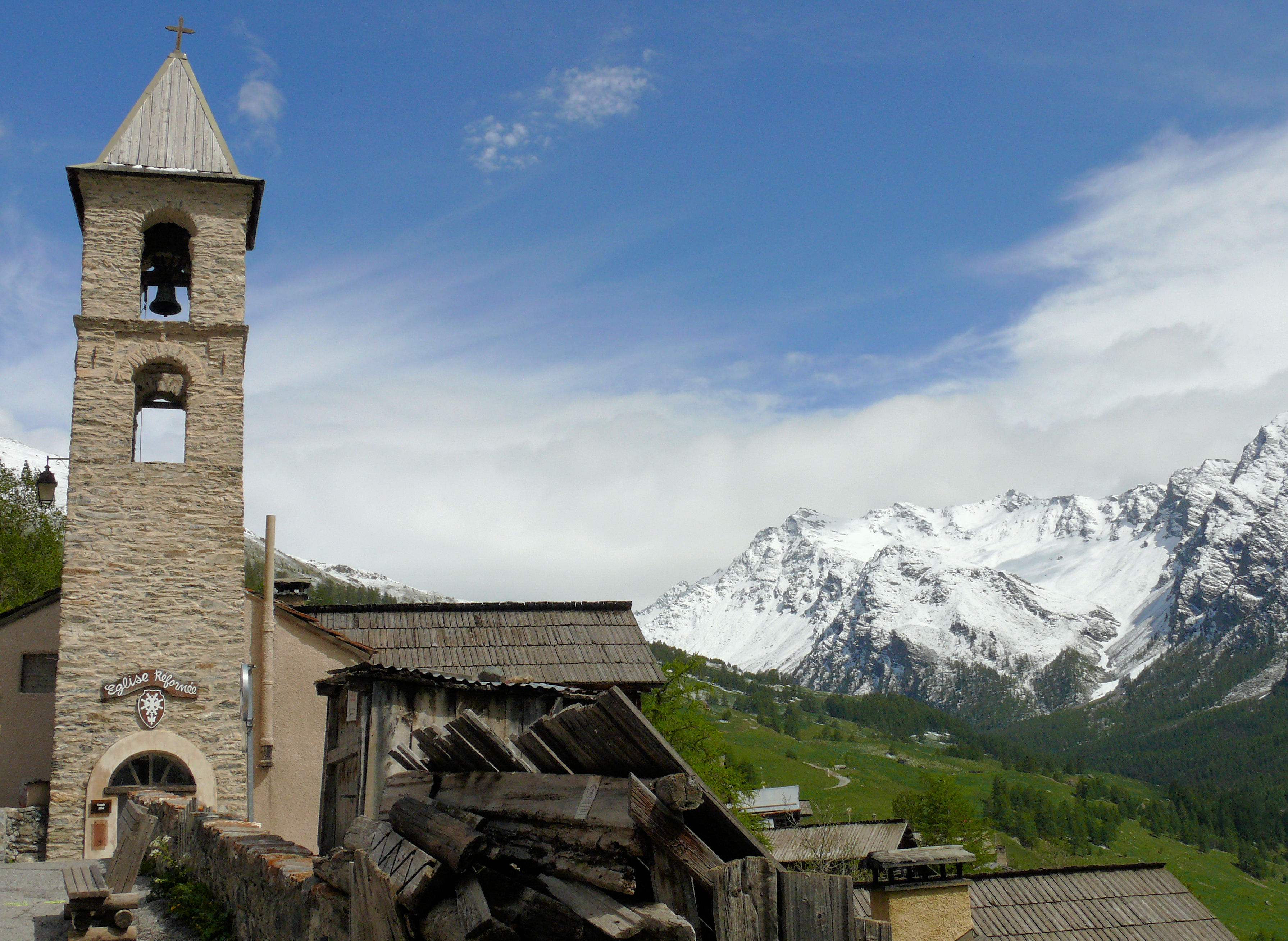
Temple de Saint-Véran.

Le village possède une église réformée (temple protestant). L'ancien temple avait été détruit à la suite de l'édit de Fontainebleau, en 1685. Le temple actuel a été construit en 1804. Le clocher date de 1843.
La municipalité, avec l'aide des habitants du village et la fondation du patrimoine, a entrepris pendant plus de deux ans la rénovation des chapelles du village dont la superbe chapelle de Clausis située dans le fond de la vallée de la Blanche. Les chapelles sont ouvertes une fois par semaine au public durant la période estivale.
À La Chalp, on peut voir l'église paroissiale Sainte-Agathe. Elle a été reconstruite vers 1845 à la suite d'une inondation.

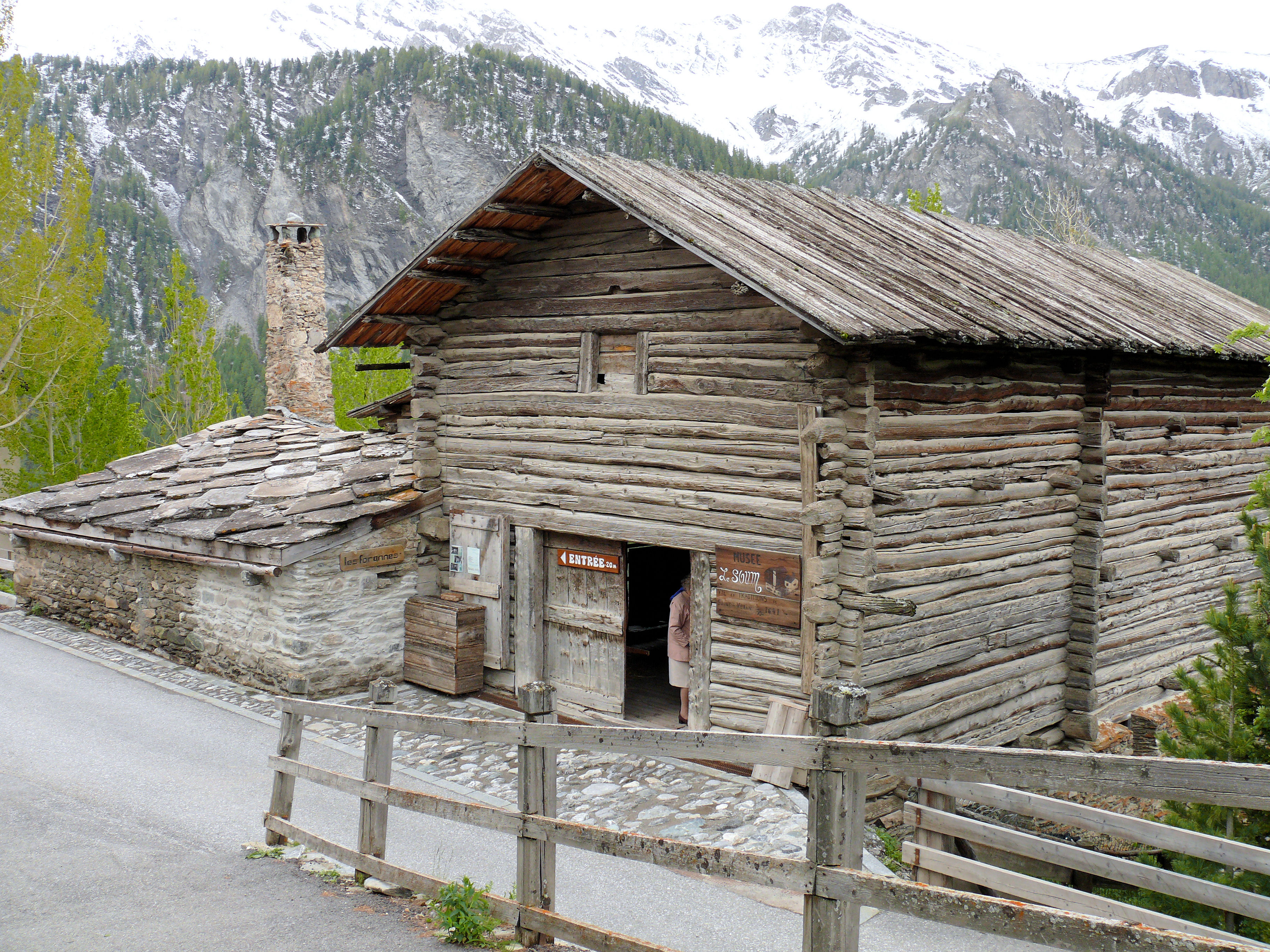
Musée « Le Soum ».

À visiter également, un musée de la vie paysanne du XIXe  au  XXe siècle, dans une vieille fuste, le musée « Le Soum ». La maison a été construite en 1641. Elle a été achetée en 1993 par des personnes nées à Saint-Véran collectionneurs d'objets de la vie quotidienne et du travail de la terre dans les montagnes du Queyras. Elle permet de voir l'organisation d'une maison-ferme où vivaient hommes et bêtes en autarcie pendant les longs mois d'hiver.
Les maisons traditionnelles saint-vérannaises ont un plan particulier adapté à la vie montagnarde. Le rez-de-chaussée est construit en murs de pierre de 50 à 70 cm d'épaisseur. La partie supérieure appelée « fuste » est faite en troncs d'arbres empilés croisés aux angles et toit de bardeaux en mélèze. Le bâtiment est relié à un plus petit en pierres couvert de lauzes appelé « caset ». Hommes et bêtes accédaient au rez-de-chaussée par une porte à double-battants. On trouve à cet étage :
- la fougagno, ou cuisine ;
- la carotto, ou cave ;

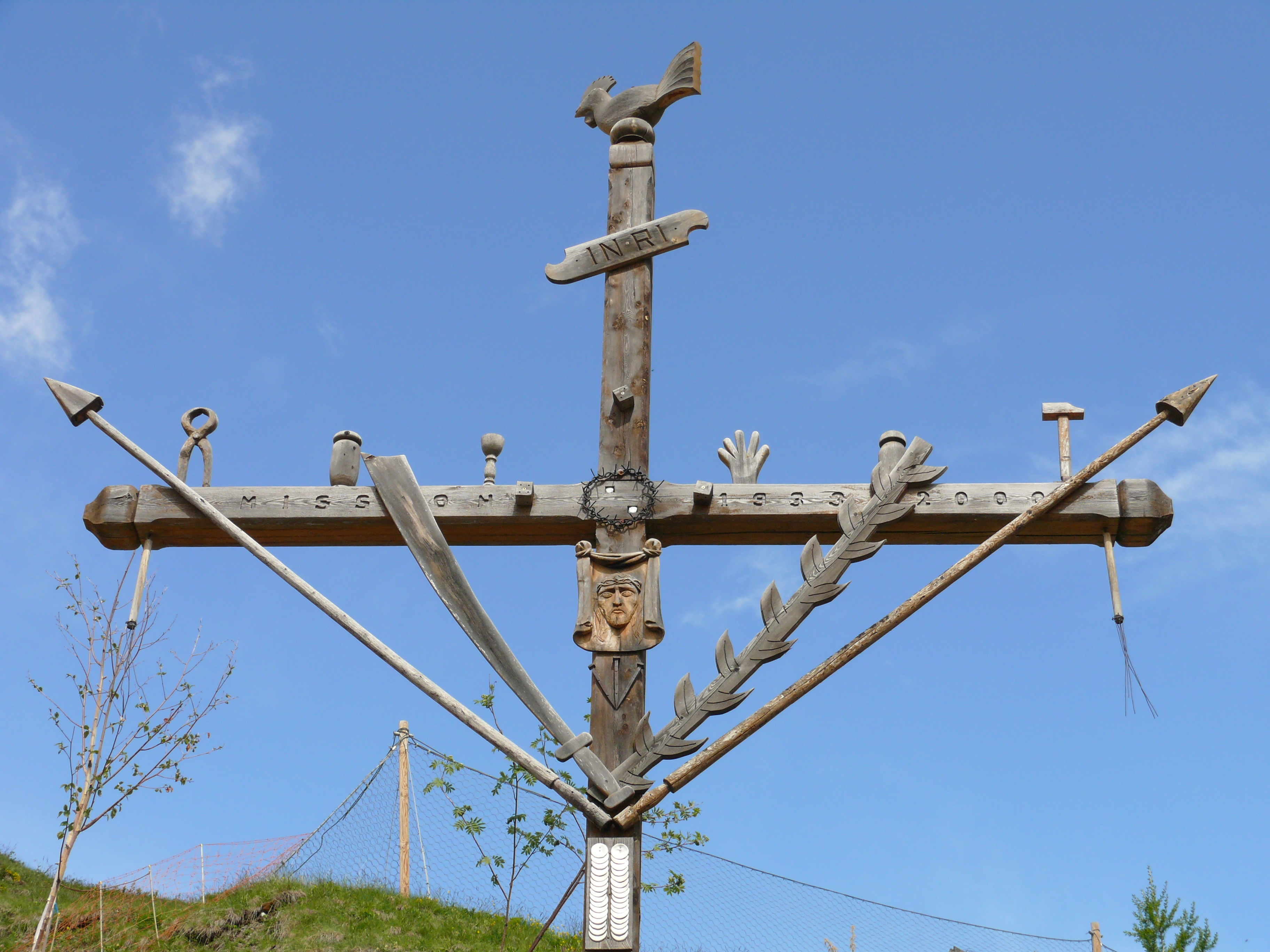
Croix de mission.

- le peil, pièce voûtée placée contre le mur de la fougagno où est placé l'âtre ;
- l'étable ou l'écurie, qui est une pièce commune aux hommes et aux bêtes. La table, les chaises et le lit clos étaient placés près de la fenêtre et les hommes profitaient de la chaleur animale. Les bêtes se trouvaient au fond de la pièce.

Saint-Véran possédait six croix de mission. Une croix était dressée à chaque passage d'un missionnaire venant apporter la bonne parole aux paroissiens. Chacune des croix portait les symboles de la Passion du Christ.
Saint-Véran (Ville-Vieille précisément) possède une impressionnante armoire en mélèze et pin cembro aux huit serrures datant de 1773 (œuvre de l'ébéniste local Joseph Sibille), ex-archives de l'Escarton du Queyras forte de sept communes (la huitième serrure était pour le Grand Consul), faisant partie de la République des Escartons de Briançon de 1343 à 1789.

### Saint-Véran dans les beaux-arts
Le peintre français Charles-Henri Contencin (1898-1955) a réalisé un tableau nommé St Véran.

### Personnalités liées à la commune
- Claude Roberjot, curé de Saint-Véran au moment de la Révolution, élu le 15 mai 1791 curé constitutionnel de Saint-Pierre de Mâcon, membre du Conseil des Cinq-Cents à compter du 27 octobre 1795[42].

### Héraldique
| Blason de Saint-Véran | Blason  | De sinople à l'aigle de sable*, lampassée et membrée de gueules.                                                                            |
| Blason de Saint-Véran | Détails | * Il y a là non-respect de la règle de contrariété des couleurs : ces armes sont fautives. Le statut officiel du blason reste à déterminer. |